# Horní Dubňany
Horní Dubňany (en allemand : Oberdubnian) est une commune du district de Znojmo, dans la Moravie-du-Sud, en République tchèque. Sa population s'élevait à 295 habitants en 2019.

## Géographie
Horní Dubňany se trouve à 9 km à l'ouest-nord-ouest de Moravský Krumlov, à 26 km au nord-est de Znojmo, à 33 km au sud-ouest de Brno et à 171 km au sud-est de Prague.
La commune est limitée par Dukovany et Jamolice au nord, par Dolní Dubňany à l'est, par Tulešice au sud, et par Rešice à l'ouest.

## Histoire
La première mention écrite de la localité date de 1279.